# Dermeste du lard
Dermestes lardarius
Espèce
Le dermeste du lard (Dermestes lardarius) est une espèce d'insectes coléoptères de la famille des dermestidés et du genre Dermestes. On le trouve parfois dans les habitations. Cet insecte mange la chair morte et est très utile dans les musées qui les laissent nettoyer les carcasses fragiles en laissant intacts les squelettes.